# Reginald James
Reginald William James, né le 9 janvier 1891 à Paddington et mort le 7 juillet 1964 au Cap, était un physicien et explorateur britannique.

## Biographie
Son père était fabricant de parapluie,. Il étudia aux universités de Londres et de Cambridge.
Surnommé Gentle Jimmy, il participa comme physicien et responsable des mesures de magnétisme à l'expédition Endurance (1914-1917) sous le commandement d'Ernest Shackleton. Celui-ci le sélectionnera après un entretien où, étrangement, il lui demanda s'il savait chanter,,. James, lui-même, postula après avoir entendu parler un peu par hasard de l'expédition. Alexander Macklin dira de lui qu'il disposait de « merveilleuses machines électriques qu'aucun [des autres membres de l'équipage ne comprenait] », et que pour le taquiner les autres disaient que « lui non plus ». Il recevra la médaille polaire d'argent pour sa prestation.
Durant la Première Guerre mondiale, enrôlé dans l'armée, il sera basé à Ypres avec la Sound Ranging Section des Royal Engineers. Il utilisera ses connaissances pour développer une technique pour situer l'artillerie ennemie grâce à des microphones en calculant la vitesse d'arrivée du son.
Après la guerre, il travailla comme professeur de physique à l'Université de Manchester. Il gagnera peu après une reconnaissance mondiale sur la technique naissante de cristallographie par rayons X.
En 1936, il se marie à une certaine Annie avec laquelle il aura trois enfants entre 1938 et 1943, et prend l'année suivante la chaire de physique de l'université du Cap. Entre 1953 et 1957, il aura un poste de responsable dans l'université, puis prend une semi-retraite en 1958. Il est fait membre de la Royal Society en 1955.
Il finira sa vie en Afrique du Sud et mourra au Cap le 7 juillet 1964.